# Eishockey-Bundesliga 1970/71
Die Saison 1970/71 der Eishockey-Bundesliga war die 13. Spielzeit der höchsten deutschen Eishockeyliga und zugleich die erste, die wieder in einer einfachen Doppelrunde ausgespielt wurde. Deutscher Meister wurde der EV Füssen, der mit 13 Punkten Vorsprung seine 15. Meisterschaft gewinnen konnte. In die Oberliga stieg der Mannheimer ERC ab und wurde durch Preussen Krefeld ersetzt, der mit 22 Siegen in 22 Spielen Oberligameister geworden war.

## Voraussetzungen

### Teilnehmer
- Augsburger EV
- VfL Bad Nauheim
- EC Bad Tölz
- Düsseldorfer EG
- EV Füssen
- ESV Kaufbeuren
- Krefelder EV
- EV Landshut (Titelverteidiger)
- Mannheimer ERC
- SC Riessersee

### Modus
Im Gegensatz zum Vorjahr spielten die Mannschaften wieder in einer einfachen Doppelrunde den Deutschen Meister aus, sodass jeder Verein jeweils zwei Heim- und zwei Auswärtsspiele gegen die übrigen Mannschaften bestritt. Der Letztplatzierte musste am Ende der Saison in die Oberliga absteigen und wurde durch den Meister dieser Liga ersetzt.

## Abschlusstabelle
|     |                 | Sp | S  | U | N  | Tore    | Punkte |
| --- | --------------- | -- | -- | - | -- | ------- | ------ |
| 1.  | EV Füssen       | 36 | 33 | 1 | 02 | 181:081 | 67:05  |
| 2.  | Düsseldorfer EG | 36 | 26 | 2 | 08 | 195:114 | 54:18  |
| 3.  | EC Bad Tölz     | 36 | 24 | 3 | 09 | 181:113 | 51:21  |
| 4.  | EV Landshut     | 36 | 23 | 3 | 10 | 195:111 | 49:23  |
| 5.  | SC Riessersee   | 36 | 19 | 4 | 13 | 143:111 | 42:30  |
| 6.  | Augsburger EV   | 36 | 12 | 3 | 21 | 135:165 | 27:45  |
| 7.  | Krefelder EV    | 36 | 11 | 2 | 23 | 155:179 | 24:48  |
| 8.  | ESV Kaufbeuren  | 36 | 11 | 1 | 24 | 096:166 | 23:49  |
| 9.  | VfL Bad Nauheim | 36 | 08 | 1 | 27 | 130:218 | 17:55  |
| 10. | Mannheimer ERC  | 36 | 03 | 0 | 33 | 112:265 | 06:66  |

Abkürzungen: Sp = Spiele, S = Siege, U = Unentschieden, N = Niederlagen; Erläuterungen: Meister, Abstieg

### Beste Scorer
Quelle: eliteprospects.com, rodi-db.de; Abkürzungen: Sp = Spiele, T = Tore, V = Assists, Pkt = Punkte, SM = Strafminuten; Fett: Turnierbestwert
| Spieler            | Mannschaft      | Sp | T  | V  | Pkt | SM |
| ------------------ | --------------- | -- | -- | -- | --- | -- |
| Petr Hejma senior  | Düsseldorfer EG | 36 | 32 | 22 | 54  |    |
| Alois Schloder     | EV Landshut     | 36 | 36 | 17 | 53  |    |
| Gustav Hanig       | EV Füssen       | 36 | 33 | 17 | 50  |    |
| Lorenz Funk senior | EC Bad Tölz     | 36 | 26 | 17 | 43  |    |
| Ernst Köpf senior  | Augsburger EV   | 36 | 27 | 11 | 38  | 02 |
| Jozef Golonka      | SC Riessersee   | 24 | 24 | 11 | 35  |    |
| Otto Schneitberger | Düsseldorfer EG | 36 | 21 | 11 | 32  |    |
| Werner Bingold     | Mannheimer ERC  | 36 | 19 | 10 | 29  |    |
| Erich Kühnhackl    | EV Landshut     | 35 | 16 | 12 | 28  |    |
| Josef Adlmaier     | EC Bad Tölz     | 36 | 27 |    |     |    |
| Helmut Eberhardt   | EC Bad Tölz     | 36 | 17 | 10 | 27  |    |
| Jozef Čapla        | Augsburger EV   | 36 | 13 | 11 | 24  | 42 |

## Kader des Deutschen Meisters
| Deutscher Meister EV Füssen | Torhüter: Toni Kehle, Günther Knauss, Werner Sänger Verteidiger: Heinz Geiger, Georg Hamberger, Werner Modes, Theo Schneider, Peter Schwimmbeck, Rudolf Thanner, Hermann Völk, Josef Völk Angreifer: Reinhold Driendl, Karl-Heinz Egger, Klaus Ego, Wolfgang Flassig, Karl-Heinz Golomb, Günther Hadraschek, Gustav Hanig, Horst Meindl, Bernd Kuhn, Peter Neumann, Rudolf Schneider, Georg Scholz, Norbert Scholz, Herbert Stowasser, Heinz Weisenbach Cheftrainer: Siegfried Schubert |